# Либеральная партия (Молдова)
Либера́льная па́ртия (рум. Partidul Liberal) — правоцентристская политическая партия в Республике Молдова. Ранее партия носила название Партия реформ и до 2005 года была близка к христианским демократам.

## Руководство
- Дорин Киртоакэ — председатель ЛП
- Михай Гимпу — почётный председатель ЛП
- Корина Фусу — первый заместитель председателя ЛП
- Михаил Молдовану — заместитель председателя ЛП
- Вероника Херца — заместитель председателя ЛП
- Лилиан Карп — заместитель председателя ЛП
- Иван Апостол — генеральный секретарь ЛП

## История

### Создание Партии реформы (ПР)
Учредительная конференция ПР состоялась 5 сентября 1993 года, когда утвердили ее Устав и Программу. Первым председателем нового политического формирования стал активист Народно-освободительного движения Анатолий Шалару. В течение 1994–1998 гг. партия ничем не отличилась на политической арене, поэтому 5 января 1998 года Анатолий Шалару подал в отставку с должности председателя формирования, а вместо него избрали депутата Михая Гимпу.
ПР изначально создавалась как правоцентристское политформирование христианско-демократического толка, которое поставило перед собой задачу разработать, поддерживать и продвигать стратегию реформы для присоединения молдавского общества к семье цивилизованных народов.

### Комитет по защите независимости и Конституции Республики Молдова
24 ноября 2003 года, вследствие предложенного Российской Федерацией меморандума по урегулированию приднестровского конфликта (План Козака), целый ряд политических партий и организаций гражданского общества Республики Молдова объявили о создании Комитета по защите независимости и Конституции Республики Молдова. Его главная цель состояла в согласовании действий парламентских и внепарламентских политических сил, а также гражданского общества, направленных на поиск жизнеспособных и справедливых путей для урегулирования приднестровского конфликта в соответствии с нормами Конституции. В состав Комитета входили: Христианско-демократическая народная партия, Альянс «Наша Молдова», Социал-демократическая партия Молдовы, Социал-либеральная партия, Партия реформы, Экологическая партия Молдовы «Зеленый альянс», Демократическая партия Молдовы, Центристский союз Молдовы, Румынская национальная партия и группа общественных ассоциаций Республики Молдова.

### II съезд ПР 24 апреля 2005 года
Делегаты II съезда постановили переименовать формирование из «Партии реформы» в «Либеральную партию», утвердили Устав и Программу ЛП в новой редакции, утвердили новый символ формирования и избрали главные руководящие органы ЛП, а Михай Гимпу сохранил за собой пост председателя партии. Кроме того, съезд принял четыре резолюции: о функционировании языков на территории РМ, об урегулировании приднестровского конфликта, о политической ситуации в РМ и о социально-экономической ситуации в РМ.
В результате процессов реорганизации ЛП провозгласила себя либеральным политическим формированием правого толка, которое ратует за поддержку и продвижение молодого поколения в общественно-политической жизни, уважение и обеспечение национального суверенитета, независимости, единства и целостности Республики Молдова (РМ), урегулирование приднестровского конфликта и т. д.

### Дорин Киртоакэ — электоральный локомотив Либеральной партии
После парламентских выборов 2005 года часть демократических формирований, в том числе две наиболее весомые партии на правом фланге, а именно ХДНП и СЛП, поддержали переизбрание коммунистического лидера Владимира Воронина на должность главы государства. Значительная часть демократического электората расценила данный шаг как предательство и дистанцировалась от данных политических партий. Это произошло в контексте изменения лидером ЛП Михаем Гимпу названия Партии реформы на Либеральную партию и выдвижения им молодого политика Дорина Киртоакэ на должность генерального примара мун. Кишинева. После двух провалившихся попыток организовать выборы генерального примара в 2005 году, во время второго тура выборов в июне 2007 года Дорина Киртоакэ избрали на должность генерального примара мун. Кишинева. После выборов ЛП вместе с другими демократическими партиями сформировала в Кишиневском муниципальном совете мажоритарную коалицию, а Михая Гимпу избрали председателем КМС.
Кроме того, с 2007 года ЛП приступила к внутренней реконструкции партии. В ее состав привлекли целый ряд ведущих деятелей, в частности, бывшего лидера ПР Анатола Шалару, журналистку Корину Фусу, писателя Иона Хадыркэ и других. Так, в канун парламентских выборов 2009 года формирование укрепило свои внутренние структуры, а также позиции в обществе.

### Создание Женской организации Либеральной партии
25 января 2009 года состоялась республиканская учредительная конференция женской организации Либеральной партии, в которой приняли участие более 500 человек. Это были представительницы ЛП из 32 районов республики, а также из муниципиев Кишинев и Бельцы. По завершении работы конференции была создана Женская организация Либеральной партии, председателем которой избрали Корину Фусу, а секретарём — Анну Еремей. Делегаты конференции приняли Резолюцию об обеспечении гендерного равенства.

### Уличные протесты в апреле 2009 года и «золотой голос»
После объявления предварительных результатов парламентских выборов, состоявшихся 5 апреля 2009 года, в соответствии с которыми Партия коммунистов Республики Молдова набрала 49.48 % голосов или 60 мандатов в составе законодательного органа, в Кишиневе вспыхнули массовые протесты молодежи, которые переросли в разгром зданий парламента и президентуры. Участники протестов обвиняли ПКРМ в фальсификации результатов выборов. Вначале оппозиционные партии — Либеральная партия, Либерал-демократическая партия Молдовы и Альянс «Наша Молдова» — выразили свою солидарность с участниками акций, однако, когда 7 апреля 2009 года они вылились в погромы, лидеры оппозиционных партий отказались признать главенствующую роль в проведении протестов.
Меры, предпринятые после уличных протестов, в частности, пытки и жестокое обращение с молодыми людьми в комиссариатах полиции, заставили ЛП, ЛДПМ и АНМ занять жесткую позицию по отношению к ПКРМ. Так, эти три формирования заявили, что они не хотят способствовать сохранению коммунистов у власти и отказались обеспечить «золотой голос» (61-й голос), от которого зависело избрание президента страны. В итоге, провалившиеся попытки избрать главу государства привели к организации 29 июля 2009 года досрочных парламентских выборов.

### Альянс «За европейскую интеграцию»
8 августа 2009 года четыре из пяти партий, которые преодолели избирательный порог на досрочных парламентских выборах, состоявшихся 29 июля 2009 года, а именно ЛДПМ, ЛП, ДПМ и АНМ, подписали заявление о создании Правящей коалицииRO Альянс «За европейскую интеграции» (АЕИ). В Учредительном документе были закреплены 5 первоочередных целей, которых правящая коалиция намеревалась добиться: 1. восстановление правового государства; 2. преодоление социально-политического кризиса и обеспечение экономического роста; 3. децентрализация власти и обеспечение местной автономии; 4. территориальная реинтеграция РМ; 5. европейская интеграция Республики Молдова и продвижение сбалансированной, последовательной и ответственной внешней политики.
Правящая коалиция, у которой в парламенте было 53 мандата, избрала председателем законодательного форума лидера ЛП Михая Гимпу, а 25 сентября 2009 года утвердила новый состав правительства, назначив премьер-министром лидера ЛДПМ Влада Филата. Альянс «За европейскую интеграцию I» прекратил свою деятельность после двух неудачных попыток избрать президента Республики Молдова, за которыми последовали досрочные парламентские выборы, организованные 28 ноября 2010 года.

### III съезд ЛП 26 сентября 2010 года
На съезде избрали новое руководство и Центральный совет Либеральной партии. После того, как Дорин Киртоакэ отказался выдвигать свою кандидатуру, голосами большинства присутствующих Михая Гимпу переизбрали председателем Либеральной партии. В то же время делегаты съезда утвердили поправки в Устав формирования, в соответствии с которым у ЛП три первых вице-председателя — Дорин Киртоакэ, Анатолий Шалару, Ион Хадыркэ и четыре вице-председателя — депутаты Корина Фусу, Борис Виеру, Валериу Мунтяну и Влад Лупан. Наряду с этим съезд принял новую Программу партии и четыре резолюции: об экономической политике, о борьбе с коррупцией, о поддержке и продвижении молодежи и об осуждении коммунизма. По словам организаторов, в работе съезда приняли участие более 2000 делегатов.

### Альянс «За европейскую интеграцию II»
После нескольких раундов переговоров по формированию постэлекторальной коалиции, 30 декабря 2010 года Либерал-демократическая партия Молдовы, Демократическая партия Молдовы и Либеральная партия подписали Соглашение о создании Альянса «За европейскую интеграцию II». Лидеры АЕИ извинились перед гражданами за то, что держали их в напряжении целый месяц, пока длились переговоры, и пообещали, что эти три формирования проявят политическую культуру и организаторские способности для того, чтобы обеспечить долгосрочное управление страной. В новом Соглашении были закреплены 7 приоритетов управления АЕИ: Европейская интеграция; Реинтеграция страны; Эффективная и сбалансированная внешняя политика; Верховенство закона; Долгосрочный экономический рост; Борьба с бедностью; Качественные публичные услуги; Децентрализация власти. Кроме того, на основании указанного документа был создан Совет Альянса за европейскую интеграцию, состоящий из 9 членов — по 3 от каждой партии. Решения в рамках новосозданного совета предполагалось принимать на основании консенсуса.
Правящая коалиция, которая располагала в парламенте 59 мандатами, избрала председателем законодательного органа лидера ДПМ Мариана Лупу, а 14 января 2011 года утвердила новый состав правительства во главе с лидером ЛДПМ Владом Филатом.

### Слияние между ЛП и ДЕД
9 марта 2011 года председатель Либеральной партии Михай Гимпу и председатель Движения «Европейское действие» Вячеслав Унтилэ подписали Соглашение о слиянии двух политических формирований. Как заявил лидер ЛП Михай Гимпу, идея слияния двух партий исходит от лидера ДЕД, а присоединение этого формирования укрепит ЛП. Кроме того, председатель ЛП подчеркнул, что на предстоящих местных выборах кандидатов формирования будут отбирать с учетом их профессиональных навыков, а не времени вступления в партию. С точки зрения лидера Движения «Actiunea Europeana (Европейское действие)» Вячеслава Унтилэ, слияние с ЛП должно укрепить правый фланг и позволить Либеральной партии добиться отличных результатов на местных выборах, которые предстояли летом 2011 года.

### Учредительная конференция Клуба лицеистов-либералов
19 марта 2011 года прошла Учредительная конференция Клуба лицеистов-либералов, в которой приняли участие более 100 делегатов, представлявших лицеи, колледжи и школы мун. Кишинева. Делегаты конференции единогласно утвердили резолюцию о предоставлении молодым людям права голоса с 16-ти лет. В связи с этим они приняли решение начать информационную кампанию среди молодежи, приступить к сбору подписей лицеистов в возрасте от 16 до 18 лет в поддержку озвученной инициативы, направить в парламент Республики Молдова обращение, которое предусматривает дискуссии об изменении Конституции РМ и электорального законодательства в плане предоставления молодым людям права голоса с 16-летнего возраста (вначале на местных выборах, а затем — и на парламентских).

### Гарантии о недопущении участия в иных правящих альянсах кроме АЕИ
16 декабря 2011 года лидеры трех партий, входящих в Альянс «За европейскую интеграцию, а именно ЛДПМ, ДПМ и ЛП, подписали Приложение к Соглашению о создании Альянса За европейскую интеграцию»RO. Как гласил документ, подписавшие его стороны не допустят иного правящего альянса кроме АЕИ, обязуются обеспечить полную политическую поддержку правительству АЕИ, парламенту и президентуре, будут проводить деполитизацию правоохранительных учреждений. Кроме того, срок мандата президента Республики Молдова, избранного парламентом XIX созыва, не превысит срока мандата парламента и он добровольно сложит с себя президентские полномочия.

### Референдум по вопросу упрощения процедуры избрания главы государства
После неоднократных неудачных попыток избрать главу государства, 15 января 2012 года партии, сформировавшие Альянс «За европейскую интеграцию», подписали публичное заявление о путях урегулирования конституционного кризиса и обеспечении политической стабильности в последующий период. Лидеры ЛДПМ, ДПМ и ЛП предложили организовать конституционный референдум по вопросу упрощения процедуры избрания президента не позднее, чем в апреле 2012 года, а не позже, чем через месяц после признания его результатов действительными, приступить к избранию главы государства. Однако позднее, в ходе телепередачи 10 февраля 2012 года, лидеры АЕИ объявили, что отказываются от намерения проводить конституционный референдум и возвращаются к избранию президента страны в рамках парламента.

### Компромиссный кандидат АЕИ на должность главы государства
После неоднократных дискуссий с «группой Додона» (депутаты, покинувшие фракцию ПКРМ — Игорь Додон, Зинаида Гречаный и Вероника Абрамчук), направленных на поиск компромиссного кандидата на должность главы государства, в ходе созванной 12 марта 2012 года пресс-конференции лидеры АЕИ сообщили, что поддержат Николае Тимофти — председателя Высшего совета магистратуры, политически неангажированного кандидата на должность главы государства. Через четыре дня, то есть 16 марта 2012 года, Николае Тимофти избрали президентом Республики Молдова. За него проголосовали 58 депутатов Альянса «За европейскую интеграцию», 3 депутата, входящих в группу социалистов во главе с Игорем Додоном, и неприсоединившийся депутат Михай Годя.

### Распад Альянса «За европейскую интеграцию II»
Сокрытие трагического инцидента, который произошел в декабре 2012 года в заповеднике «Padurea Domneasca» и к которому была причастна целая группа судей, прокуроров и государственных служащих, привело впоследствии к отставке целого ряда чиновников, а также к пересмотру алгоритма разделения ряда высоких должностей, предусмотренного в Соглашении о создании АЕИ II. Взаимные обвинения между партиями, входящими в AIE II, касательно трагического происшествия, а также рейдерские захваты нескольких финансовых учреждений способствовали распаду Альянса «За европейскую интеграцию II».
13 февраля 2013 года лидер ЛДПМ Влад Филат объявил, что Либерал-демократическая партия Молдовы выходит из Учредительного соглашения Альянса «За европейскую интеграцию II». По его словам, некоторые партии, находящиеся у власти формально, пытались чинить различные препоны и препятствовать процессу управления, который они воспринимают как политическую деятельность одного лишь формирования. Влад Филат также подчеркнул, что политическое соглашение об учреждении АЕИ следует пересмотреть, «так как в своей нынешней форме оно стало тормозом в осуществлении процесса управления и приводит к олигархизации и криминализации страны».
15 февраля 2013 года Национальный центр по борьбе с коррупцией провел обыски в здании правительства и Налоговой инспекции, в результате чего начальника Государственной налоговой службы Николай Викола арестовали по подозрению в пассивном коррумпировании и злоупотреблении служебным положением. В этот же день в результате совместного голосования ЛДПМ и ПКРМ упразднили должность первого вице-председателя парламента, которую занимал Влад Плахотнюк. До этого Плахотнюк объявил о своей отставке и призвал Влада Филата подать в отставку с должности премьер-министра.
5 марта 2013 парламентские фракции ДПМ и ПКРМ, группа социалистов и неприсоединившиеся депутаты Михай Годя и Сергей Сырбу выразили вотум недоверия правительству Республики Молдова во главе с премьер-министром Владом Филатом. Резолюцию о вотуме недоверия выдвинула Партия коммунистов Республики Молдова в ходе заседания законодательного органа, состоявшегося 28 февраля 2013. Тогда коммунисты сослались на то, что кабинет министров стал эпицентром коррупционных скандалов, а многие члены правительства замешаны в преступных и коррупционных схемах, которые наносят ущерб бюджету государства.

### Совет по реформированию Либеральной партии и переход в оппозицию
После отставки правительства во главе с Владом Филатом Либерал-демократическая партия Молдовы инициировала консультации о создании новой правящей коалиции. 10 апреля 2013 года президент Николае Тимофти назначил Влада Филата кандидатом на должность премьер-министра, однако с его кандидатурой не согласились ДПМ и ЛП. Председатель Либеральной партии Михай Гимпу категорически высказался против кандидатуры Влада Филата и предпочел, чтобы его формирование перешло в оппозицию.
На состоявшейся 12 апреля 2013 года пресс-конференции 7 депутатов, 2 министра, 5 заместителей министров и некоторые лидеры территориальных структур ЛП во главе с депутатом Ионом Хадыркэ объявили о создании Совета по реформированию Либеральной партии. Члены группы обвинили лидера партии Михая Гимпу в авторитаризме и потребовали созвать внеочередной съезд Либеральной партии для избрания первого вице-председателя Дорина Киртоакэ лидером этого формирования. Группа реформаторов сообщила, что продолжит дискуссии с ЛДПМ и ДПМ для преодоления политического кризиса и избрания премьер-министра.
30 мая 2013 года Либерал-демократическая партия Молдовы, Демократическая партия Молдовы и группа либерал-реформаторов подписали соглашение о создании «Коалиции проевропейского правления». На состоявшемся в тот же день заседании парламента депутаты проголосовали за новый состав правительства во главе с премьер-министром Юрие Лянкэ. За новый кабинет министров проголосовали фракции ЛДПМ и ДПМ, семь депутатов из группы либералов-реформаторов и некоторые независимые депутаты. Либералы во главе с Михаем Гимпу (пять депутатов) от голосования воздержались.

### IV съезд ЛП 14 сентября 2014 года
Главной задачей съезда стало избрание руководства партии и подготовка формирования к парламентским выборам, назначенным на 30 ноября 2014 года. На должность председателя ЛП предложили четыре кандидатуры: Дорин Киртоакэ, Корина Фусу, Валерий Мунтяну и Михай Гимпу. Первые три отказались баллотироваться, и Михая Гимпу переизбрали председателем ЛП. За него проголосовали 1694 делегата из 1740 зарегистрированных, 14 делегатов проголосовали против, а 23 воздержались. Первыми вице-председателями ЛП избрали Дорина Киртоакэ, Анатолия Шалару и Корину Фусу, а вице-председателями — Вячеслава Унтилэ, Валерия Мунтяну, Веронику Херца, Михаила Молдовану и Лилиана Карпа. Генеральным секретарём избран Ион Апостол. Кроме того, съезд избрал и 153 члена Республиканского совета ЛП.
Делегаты съезда утвердили также изменения в Устав и Политическую программу партии и приняли пять резолюций: о развитии экономики и искоренении бедности, о молодежи, о присоединении Республики Молдова к НАТО, о диаспоре, о борьбе с коррупцией.

### Альянс «За европейскую интеграцию III»
Учредительное соглашение нового альянса 23 июля 2015 подписали ЛДПМ, ДПМ и ЛП. Формированию альянса предшествовала отставка премьер-министра Кирилла Габурича, о которой он объявил 12 июля 2015 года после появления в СМИ многочисленных сообщений о том, что глава правительства указал в своем резюме недостоверные сведения о полученном образовании.
Майя Санду, которую ЛДПМ выдвинула в качестве кандидата на должность премьера, озвучила пакет условий для того, чтобы согласиться занять должность (в том числе назначение нового президента Национального банка Молдовы и нового генерального прокурора). Остальные составляющие альянса (ДПМ и ЛП) дали понять, что не станут поддерживать ее кандидатуру. Новый кандидат либерал-демократов, Валериу Стрелец, был утвержден в должности премьер-министра в результате голосования парламента 30 июля 2015 года.

### Арест Влада Филата и отставка правительства Стрельца
15 октября 2015 года, на первом заседании парламента в ходе осенне-зимней сессии, лидера ЛДПМ Влада Филата лишили парламентской неприкосновенности (голосами 79 депутатов ДПМ, ЛП, ПКРМ и ПСРМ) после того, как соответствующее требование на пленарном заседании законодательного органа озвучил генеральный прокурор Корнелий Гурин. Он заявил, что существуют подозрения, а также есть показания Илана Шора о том, что Филат непосредственно причастен к хищениям из банка «Banca de Economii», коррупционным деяниям и извлечению выгоды из влияния. В скором времени после лишения неприкосновенности Влада Филата задержали на 72 часа прямо в парламенте и доставили в Национальный центр по борьбе с коррупцией.
Затем, 22 октября 2015 года, группа депутатов от ПКРМ и ПСРМ зарегистрировала в парламенте резолюцию о выражении вотума недоверия правительству во главе с премьер-министром Валериу Стрельцом. Основанием для этого послужили «подозрения в коррупции» и «отмежевание премьера от своей должности в момент высказываний в поддержку Влада Филата (находившегося под предварительным арестом)». Как следствие, 29 октября 2015 года правительство Стрельца отправили в отставку голосами 65 депутатов ДПМ, ПКРМ и ПСРМ. Фракция ЛП воздержалась от голосования.

### Утверждение правительства Павла Филипа (ПР)
14 января 2016 года, после отклонения кандидатуры Влада Плахотнюка на должность премьер-министра Республики Молдова, глава государства Николае Тимофти назначил кандидатом на должность премьер-министра генерального секретаря Аппарата президента Иона Пэдурару. На следующий день, то есть 15 января 2016 года, Ион Пэдурару заявил, что снимает свою кандидатуру в пользу Павла Филипа, выдвинутого Демпартией в качестве кандидата на должность премьер-министра.
20 января 2016 года, несмотря на народные протесты у здания законодательного органа, правительство во главе с Павлом Филипом утвердили в должности. Из-за блокирования парламентской трибуны депутатами от ПСРМ не удалось представить программу деятельности правительства и пришлось отказаться от раунда вопросов и ответов. Новый состав правительства утвердили голосами 57 депутатов: 20 от фракции ДПМ, 13 от фракции ЛП, 14 бывших депутатов-коммунистов, 8 депутатов от ЛДПМ (которых затем исключили из состава фракции) и 2 экс-депутата ЛДПМ. В тот же день, ближе к полуночи и на закрытой церемонии, правительство принесло государственную присягу.

## Результаты на выборах
На парламентских выборах 1994 года Партия реформ набрала 2,36 % голосов и не преодолела избирательный барьер в 4 %.
На всеобщих местных выборах 1995 года Партия реформ участвовала в составе блока «Альянс демократических сил»
- Муниципальные и районные советы — 19,67 % голосов и 252 мандатов
- Городские и сельские советы — 21,43 % голосов и 2333 мандатов
- 83 кандидата блока были избраны примарами (10,34 %).

На парламентских выборах 1998 года Партия реформ набрала 0,54 % голосов и не преодолела избирательный барьер в 4 %.
На досрочных парламентских выборах 2001 года Партия реформ участвовала в составе избирательного блока «Вера и Справедливость». Блок набрал 0,67 % голосов и не преодолел избирательный барьер в 6 %.
На всеобщих местных выборах 2003 года Партия реформ участвовала в составе блока «Социал-либеральный альянс „Наша Молдова“»
- Муниципальные и районные советы — 19,98 % голосов и 227 мандатов
- Городские и сельские советы — 20,50 % голосов и 2 402 мандата
- 191 кандидат блока были избраны примарами (21,27 %).

Либеральная партия приняла участие во всеобщих местных выборах 3 июня 2007 года, получив следующие результаты:
- В Mуниципальные и районные советы — 2,46 % голосов и 22 мандата.
- В Городские и сельские советы — 2,05 % голосов и 163 мандата.
- 13 кандидатов партии были избраны примарами (1,45 %).

На парламентских выборах 2009 года Либеральная партия вместе с другими оппозиционными силами не признала победы правящей Партии коммунистов, что привело к массовым беспорядкам. На этих выборах либералы заняли второе место, получив 13,13 % голосов и 15 мандатов в Парламенте.
На досрочных парламентских выборах 29 июля 2009 Либеральная партия получила 14,68 % голосов избирателей и 15 (из 101) мест в парламенте страны и вместе с Либерал-Демократической Партией Молдовы, Демократической Партией Молдовы и Альянсом «Наша Молдова» образовала правящий Альянс «За европейскую интеграцию».
28 сентября 2010 года лидер Либеральной партии и исполняющий обязанности президента Молдовы одписал указ о роспуске парламента и назначил досрочные парламентские выборы на 28 ноября 2010 года. На этих выборах Либеральная партия получила 9,96 % голосов и 12 мандатов.
Либеральная партия приняла участие во всеобщих местных выборах 5 июня 2011 года, получив следующие результаты:
- В Mуниципальные и районные советы — 16,19 % голосов и 130 мандатов.
- В Городские и сельские советы — 11,79 % голосов и 1 162 мандата.
- 96 кандидатов партии были избраны примарами (10,69 %).

На парламентских выборах 2014 года Либеральная партия получила 9,67 % голосов избирателей и 13 (из 101) мест в парламенте страны.
Либеральная партия приняла участие во всеобщих местных выборах 14 июня 2015 года, получив следующие результаты:
- В Mуниципальные и районные советы — 12,62 % голосов и 92 мандата.
- В Городские и сельские советы — 8,18 % голосов и 756 мандатов.
- 52 кандидата партии были избраны примарами (5,80 %).

На парламентских выборах в Молдове в 2019 году партия не преодолела 6 % порог, набрав 1.25 %.
| Мест в парламенте |
| ----------------- |
|                   |

| Количество отданных голосов |
| --------------------------- |
|                             |